# Анотація
Анота́ція (лат. annotatio — зауваження, помітка) — короткий виклад змісту книги,  статті, розробки, звіту тощо. Дозволяє робити висновки про доцільність їх докладнішого вивчення. При анотуванні крім змісту твору, враховується його призначення, цінність, направленість.
У етимологічному значенні слово трапляється в другій пол. І ст. н.е., але функціонально анотація була присутня вже в каталогах Александрійської бібліотеки (ІІІ ст до н.е.). Пізніше анотація у вигляді короткої характеристики тих чи інших авторів, відомостей про тематику їхніх праць, оцінки останніх використовувалась в  бібліографічних словниках. З появою наукових журналів у другій пол. XVII ст. анотація дає початок жанрам наукової періодики, а пізніше – становленню анотованої бібліографії.
Обов’язковим елементом анотації є бібліографічний опис у редукованій формі (автор, назва, індекс тощо). Якщо бібліографічний опис ідентифікує документ чи його частину, то анотація ідентифікує зміст документа, вона є не формальною, а змістовою моделлю документального джерела.

## Різновиди анотацій
Виокремлюють такі види анотації:
1. сигнальна чи довідкова, характерна для видань державної  бібліографії (уточнює назву чи доповнює бібліографічний опис фактичними відомостями);
2. оціночна, характерна науково-допоміжній бібліографії (критична оцінка документа);
3. рекомендаційна, що співвідноситься з відповідним видом бібліографії (характеризує зміст з врахуванням потреб цільової групи);
4. описова;
5. реферативна;
6. методична;
7. педагогічна;

За повнотою відбиття змісту розрізняють дві категорії анотацій – загальну (характеризує зміст документа в цілому) і аналітичну (характеризує частину чи аспект змісту), а за кількістю анотованих документів – монографічну та групову. 
За сферами використання анотації бувають – бібліографічні, видавничі та книготоргівельні.

## Структура анотації книги
Орієнтовно змістово-структурна модель анотації має такий вигляд:
1. відомості про автора, упорядника;
2. про текст, що містить видання;
3. характеристика змісту твору;
4. про науково-довідковий апарат;
5. про оформлення, ілюстрації тощо;
6. про читацьку адресу;
7. цільове призначення видання;

Максимальний обсяг анотації — 600 символів.
Мова анотації: мова книги та 2 іноземні мови.
Реквізити анотації: автор, паспортні дані книги, текст, вказівки щодо категорії читачів.

## Анотування наукових праць
В Україні місце розташування анотації, її обсяг, структура і зміст визначаються  Держстандартом України та суб‘єктами видавничої діяльності. Поява електронних версій наукових видань та об‘єднання вебресурсів наукової періодики, в якому бере участь низка українських періодичних видань, спонукає переглянути практику анотування наукових праць. В електронних версіях зарубіжних наукових видань анотації статей часто становлять не менше 1000 знаків. У журналі «Українознавство» відбувся перехід від стислої анотації наукових статей до розгорнутої (близько 700 знаків), де в узагальненій формі має подаватися головний результат здійсненого автором дослідження.

## Поділ анотацій
- За способом характеристики документа розрізняють загальну анотацію, яка характеризує документ загалом, та аналітичну анотацію, що розкриває зміст окремого структурного елемента (розділу, глави, блоку та ін.) документа або його певний аспект.
- За обсягом та глибиною згортання інформації виділяють анотації: пояснювальну, яка в кількох словах чи в одному-двох реченнях розкриває недостатньо інформативну чи неповну назву документа; описову (розширену), що узагальнено характеризує зміст, містить перелік основних тем документа; реферативну, яка розкриває зміст основних тем, наближаючись за своїм рівнем до реферату.
- За кількістю анотованих документів анотації бувають монографічні – на один документ, групові або зведені – на кілька документів.
- За формою подання інформації розрізняють традиційні анотації, які мають формат звичайного текстового повідомлення, і так звані телеграфні анотації, що наводяться як формалізований текст, подібний до телеграфного повідомлення.
- За виконанням анотації поділяються на авторські (їх створює автор документа) та неавторські (готують редактори, бібліографи, упорядники).

## Вимоги до анотацій
1. Анотація повинна мати лаконічну, конкретну форму, але при цьому давати містку характеристику виданню без побічної інформації.
2. Обсяг її зазвичай не має перевищувати 500—600 знаків.
3. Під час написання анотації використовуються загальноприйняті слова, загальновживана лексика.
4. Якщо у назві є малозрозумілі слова, їх потрібно пояснити.
5. Не рекомендується наводити  цитати з тексту.
6. Рекламні елементи не повинні викривляти об'єктивну характеристику видання.

## Сигнальна (довідкова) анотація
Зазвичай, даний вид анотації уточнює та доповнює назву. Типова структура сигнальної анотації наступна:
- Бібліографічний опис
- Змістова частина:
  - Призначення видання
  - Відомості про авторів.
  - Проблема, тема, що лежать в основі.
  - Основні питання які розглядалися, отримані результати, галузь, висновки, додаткова інформація.
  - Особливості художньо-поліграфічного оформлення.
  - Наявність та особливість апарату книги.
  - Читацьке призначення.

## Оціночна
Характерна науково-допоміжній бібліографії. Типова структура:
- Бібліографічний опис
- Змістова частина:
  - Характеристика нового, цінного і корисного в тексті.
  - Оцінка соціального значення видання.
  - Різноманітні ідеї, досягнення.

## Рекомендаційна
Типова структура:
- Бібліографічний опис;
- Змістова частина;